# Олни (Илиноис)
Олни (енгл. Olney) град је у америчкој савезној држави Илиноис. По попису становништва из 2010. у њему је живело 9.115 становника.

## Демографија
Према попису становништва из 2010. у граду је живело 9.115 становника, што је 484 (5,6%) становника више него 2000. године.
| Група             | 2000.         | 2010.         |
| Белци             | 8.383 (97,1%) | 8.706 (95,5%) |
| Афроамериканци    | 41 (0,5%)     | 60 (0,7%)     |
| Азијати           | 55 (0,6%)     | 98 (1,1%)     |
| Хиспаноамериканци | 83 (1,0%)     | 141 (1,5%)    |
| Укупно            | 8.631         | 9.115         |